# Contea di Longde
La contea di Longde (隆德县S, Lóngdé XiànP) è una contea della Cina, situata nella regione autonoma di Ningxia e amministrata dalla prefettura di Guyuan.